# ملعب ذا هايف
ملعب ذا هايف The Hive Stadium يقع في كانون بارك، شمال لندن، في الموقع السابق لملعب برينس إدوارد بلاينغ فيلدز في حي هرو بلندن. الملعب هو موطن فريق الدوري الوطني لكرة القدم لنادي بارنت ولندن بيز من بطولة الاتحاد الإنجليزي لكرة القدم للسيدات (إنجلترا) ونادي توتنهام هوتسبيرللسيدات سابقاً من الدوري الإنجليزي الممتاز للسيدات عام 2019-2022. تبلغ السعة الإجمالية للملعب 6,500 شخص وعدد الحضورالقياسي 6,215 متفرجاً، والذي تم تحديده في 28 يناير 2019 بتعادل نادي بارنت مع برينتفورد 3-3.

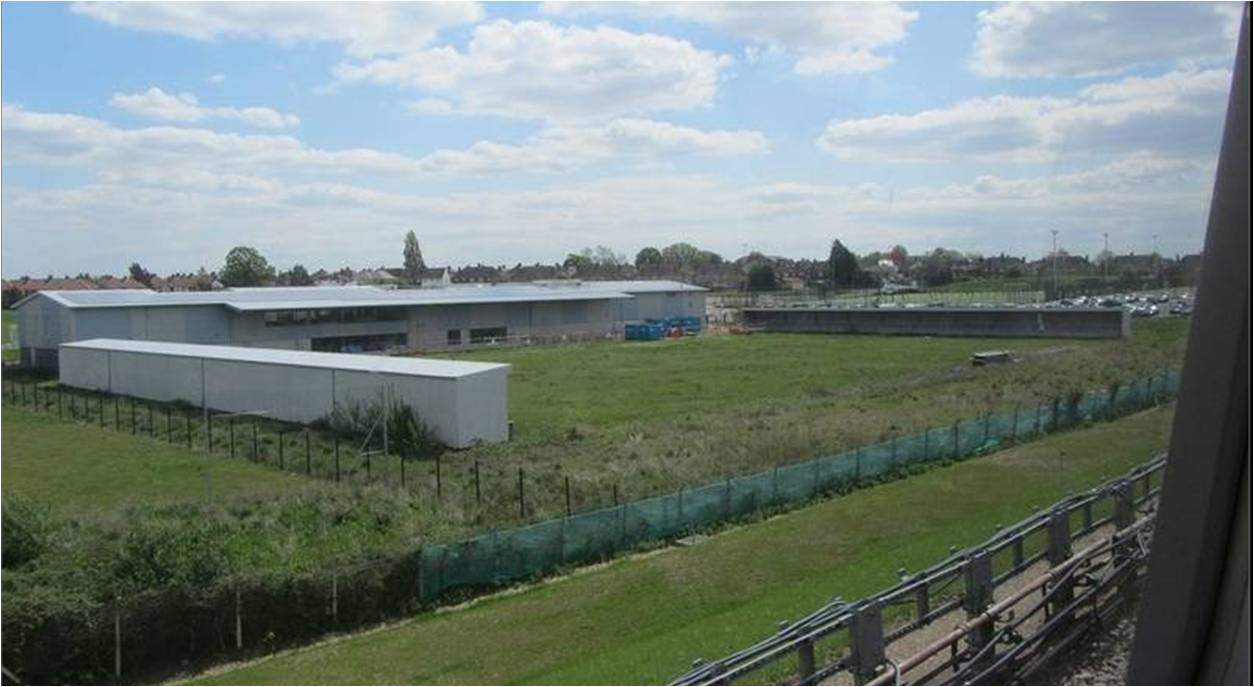
الملعب الذي تم بناؤه جزئيًا عام 2005

## الخلفية
سعى رئيس مجلس الإدارة نادي بارنت أنطوني كلينثوس إلى نقل النادي من موطن النادي إلى ملعب أندرهيل منذ التسعينيات بسبب سوء المرافق على أرض الملعب. حيث باءت المحاولات المختلفة للانتقال إلى استاد بارنت كوبتال لألعاب القوى أو إلى جنوب أندرهيل بالفشل، حيث قام نائب رئيس الوزراء آنذاك جون بريسكوت بإلغاء قرار الانتقال إلى ملعب كوبتال في عام 2001 بعد منح إذن في بداية التخطيط.
بدأ إنشاء الملعب في  مكان ملعب برينس إدوارد بلاينغ فيلدز، المملوك لمجلس هرو في كانونس بارك في أوائل عام 2003، وهو مصمم خصيصًا ليكون بمثابة موطن جديد لنادي ويلدستون المحلي الغير منتمي إلى الدوري. في أبريل 2004، مع اكتمال تقريباً ٪30 من أعمال البناء، تم تصفية شركاء نادي ويلدستون بسبب نقص الأموال لدفع أجور البناء، أصبح النادي غير قادرعلى تحمل تكاليف استكمال المشروع بمفردهم، لم يكن هناك مزيد من التقدم في الموقع لمدة عامين.
قرر مجلس حي هرو لندن بعد ذلك طرح عقد إيجارالموقع المهجور للمناقصة في عام 2006. اشترى نادي بارنت عقد الإيجار ومعه الحق في شغل الموقع، وإنهم سيستخدمونه كمركز تدريب، وليس ملعبًا كموطن جديد لهم. كان هنالك شرطًا في عرض العطاء المقدم من مجلس هرو أن يتم الانتهاء من الاستاد من قبل أصحاب الإيجار الجدد ليستخدمه نادي ويلدستون. لكن هذا بائ بالفشل في أن يحدث. لم يتلقى نادي ويلدستون أي تعويض عن استثماراتهم الأولية في أرض الملعب.
بعد أن استخدم نادي بارنت الموقع المحيط كمركز تدريب لعدة سنوات، في نهاية المطاف انتقلوا بالكامل إلى الاستاد في صيف 2013،وهذا لنتيجة الخلاف مع مجلس منطقة بارنت لندن فيما يتعلق باستئجارالأرض المحيطة لملعب أندرهيل منذ عام 1907، بالإضافة إلى المرافق المحدودة في ملعب أندرهيل التي تقييد دخل النادي. أدى منح استاد بارنت كوبتال إلى نادي ساراسينز، فعليًا إلى إنهاء آمال نادي بارنت في الرجوع إلى هذا الملعب، مما أدى إلى تسريع الانتقال إلى ملعب ذا هايف.
ادعى النادي في الأصل أنه يعتزم ملعب ذا هايف ليكون ترتيبًا مؤقتًا، بهدف طويل الأجل لبناء ملعب بسعة 10,000 شخص في منطقة بارنت في لندن. وتغير ذلك في عام 2015 مع إعلان الرئيس أن النادي لن يبحث بنشاط عن موطن للنادي في مكان آخر. في البداية كان هناك قيود على تأجير ملعب ذا هايف التي حالت دون استخدامه لمباريات دوري كرة القدم الإنجليزي، ولكن تم منح نادي بارنت تغييرًا لمدة 10 سنوات على هذا الشرط والذي دخل حيز التنفيذ في يونيو 2015. في عام 2018 اشترى كلينثوس الملعب كمالك حر من مجلس هرو وبالتالي لم يعد هناك أي القيود سارية.

## الملعب
تم افتتاح ملعب تدريب ومركز امتياز جديد لبارنت، الذي أطلقوا عليه اسم ذا هايف، من قبل تريفور بروكينغ ومدير إنجلترا آنذاك فابيو كابيلو في عام 2009. في السنوات التي تلت ذلك، تم افتتاح مرافق أخرى في الملعب تبلغ مساحتها 44 فدانًا، بما في ذلك جناح للحفلات، بار وصالة بالإضافة إلى صالة رياضية مفتوحة للجمهور ويستخدمها أيضًا لاعبي النادي.
أعلن النادي رسميًا عن نيته مغادرة ملعب أندرهيل في ديسمبر 2011، وأكد أن موسم 2012/2013 سيكون آخر موسم له على الملعب. في فبراير 2013، صادق اتحاد كرة القدم على انتقال بارنت إلى الملعب الجديد ذا هايف.
منذ قرار الانتقال إلى ملعب ذا هايف،  تم تطوير الملعب تدريجيًا من قبل ناي بارنت، في البداية بمقاعد إضافية في الجناح الشرقي الأصلي، وبناء جناح غربي جديد بسعة 2,700 وبارين تحته. تبع ذلك بعامين مركز طبي، جناح حفلات ومكتب جديد لبيع التذاكر في الجناح الشرقي. في عام 2017، تم إنشاء جناح شمالي جديد بسعة 1,890 للجماهيرمع بار كبير تحته.

## لندن برونكس دوري الرغبي
في 13 ديسمبر 2013، تم التأكيد على أن نادي لندن برونكس لدوري الرغبي سينتقل إلى هايف لمدة موسمين، بدءًا من موسم 2014. الجولة الثانية من موسم 2014 في الدوري الممتاز، لعب برونكوس أول مباراة له في هايف ضد سالفورد ريد ديفلز. عام 2014 كان الحضورالقياسي في مباراة نادي برونكو ضد عمالقة الدوري الممتاز ويجان ووريورز بلغ 2,013 شخصًا في ملعب هايف. غادر نادي برونكو ملعب ذا هايف في نهاية موسم 2015 وانتقل إلى ملعب تريلفايندرز الرياضي في إيلينغ لعام 2016.

## المستقبل
لا تزال بعض جوانب الأعمال المخططة السابقة غير مكتملة، وكذلك من المتوقع بناء امتداد خلفي في الجناح الغربي في المستقبل القريب. في 6 تشرين الثاني (نوفمبر) 2017، تم تقديم طلبات التخطيط للمرحلة التالية من تطوير الاستاد والذي سترفع سعته إلى 8,500 شخص، تطوير مرافق رياضية إضافية في الموقع، ملعب مغطى بالكامل للأكاديمية وقاعة رياضية خلف المدرج الشمالي توفر سبعة ملاعب لكرة الريشة وملعب لكرة السلة مع مقاعد للحضور.

## المباريات الدولية
في 25 مارس 2015، استضاف ملعب ذا هايف أول مباراة دولية له حيث تعادل منتخب إنجلترا تحت 20 سنة لكرة القدم 1–1 مع المكسيك. وأيضاً استضاف الملعب منتخب نيجيريا عندما لعبوا ضد السنغال وبوركينا فاسو في 23 مارس 2017 و27 مارس 2017 على التوالي. لكن المباراة ضد بوركينا فاسو ألغيت بسبب عدم تمكن سبعة من اللاعبين من الحصول على تأشيرات الدخول في الوقت المناسب.
نظرًا لقرب الملعب الجغرافي من ملعب ويمبلي، فقد تم استخدام ذا هايف كقاعدة للعديد من الفرق الدولية الأجنبية قبل اللعب ضد إنجلترا، كما تم اختياره كمكان لتنسيق وتدريب الحكام المشاركين في دورة كرة القدم للألعاب الأولمبية لعام 2012. في 28 مارس 2018، لعب منتخب نيجيريا ضد صربيا في مباراة ودية دولية، حيث سجل ألكسندرميتروفيتش هدفين لصربيا 2-0 للفوز.

### منتخب نيجيريا لكرة القدم
| 23 مارس 2017 | نيجيريا          | 1-1 | السنغال  | لندن، إنجلترا                                                 |
|              | - إيهيناتشو 83 ' |     | - سو 54' | الملعب: ذا هايف الحضور: 2,013 الحكم: أنتوني تايلور ( إنجلترا) |

| 27 مارس 2017 | نيجيريا | ألغيت | بوركينا فاسو | لندن، إنجلترا   |  |  |
|              |         |       |              | الملعب: ذا هايف |  |  |
|              |         |       |              |                 |  |  |
|              |         |       |              |                 |  |  |

| 27 مارس 2018 | نيجيريا | 2-0 | صربيا               | لندن، إنجلترا                                               |
|              |         |     | ميتروفيتش 68 '، 81' | الملعب: ذا هايف الحضور: 3,500 الحكم: كريج باوسون ( إنجلترا) |

## وسائل النقل
محطة كانونز بارك (400 متر (1،300 قدم)) على خط مترو يوبيل، هي أقرب محطة مترو أنفاق إلى ملعب ذا هايف. تستغرق الرحلة حوالي 25 دقيقة إلى شارع بيكر و35 دقيقة إلى جسر لندن. تقع محطة إيجوير في نهاية الخط الشمالي على بعد حوالي 25 دقيقة سيرًا على الأقدام.تخدم خطوط الحافلات 79 و186 و288 و340 جميعها الملعب.

## معرض الصور

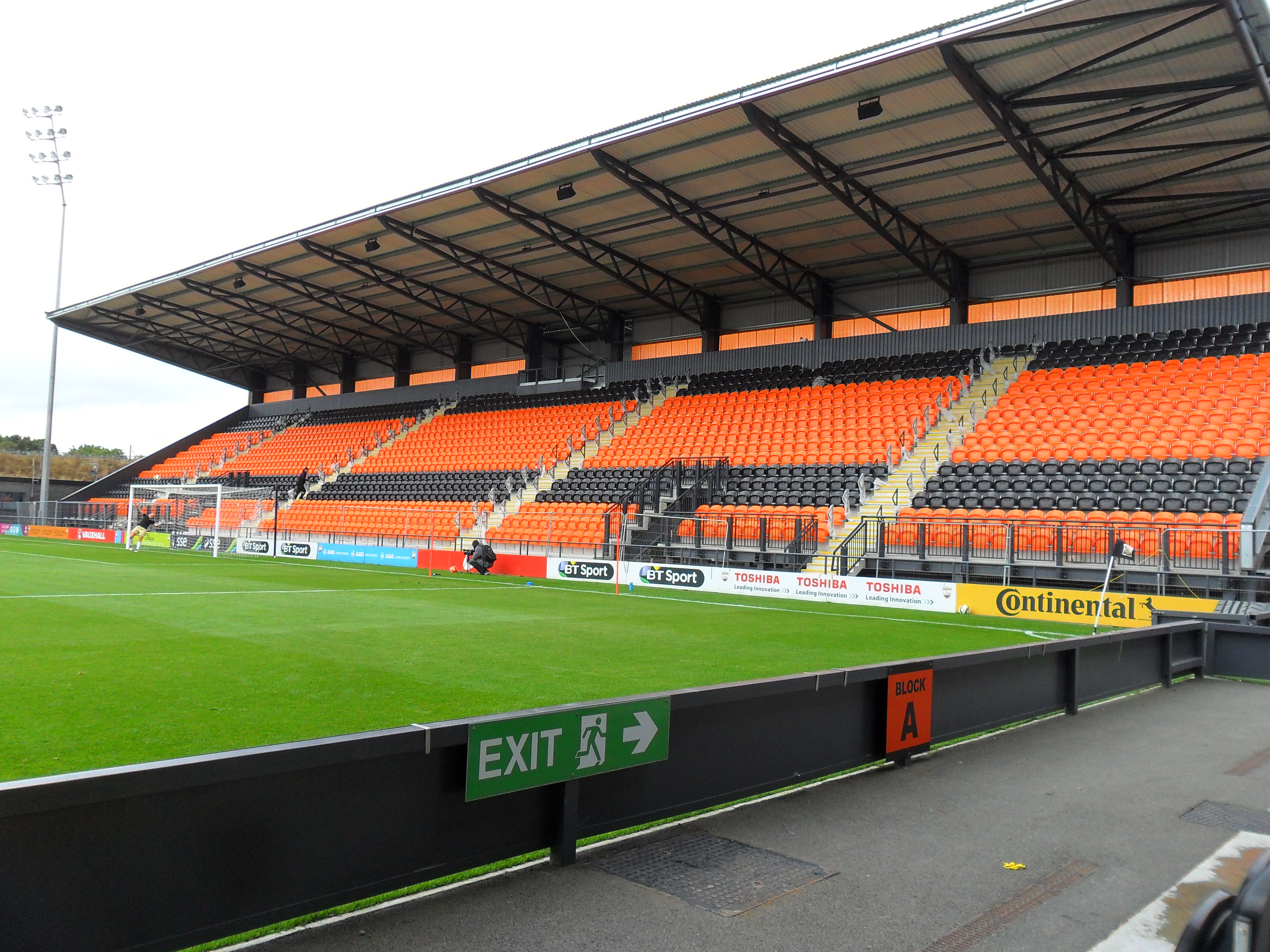
مدرج ملعب ذا هايف
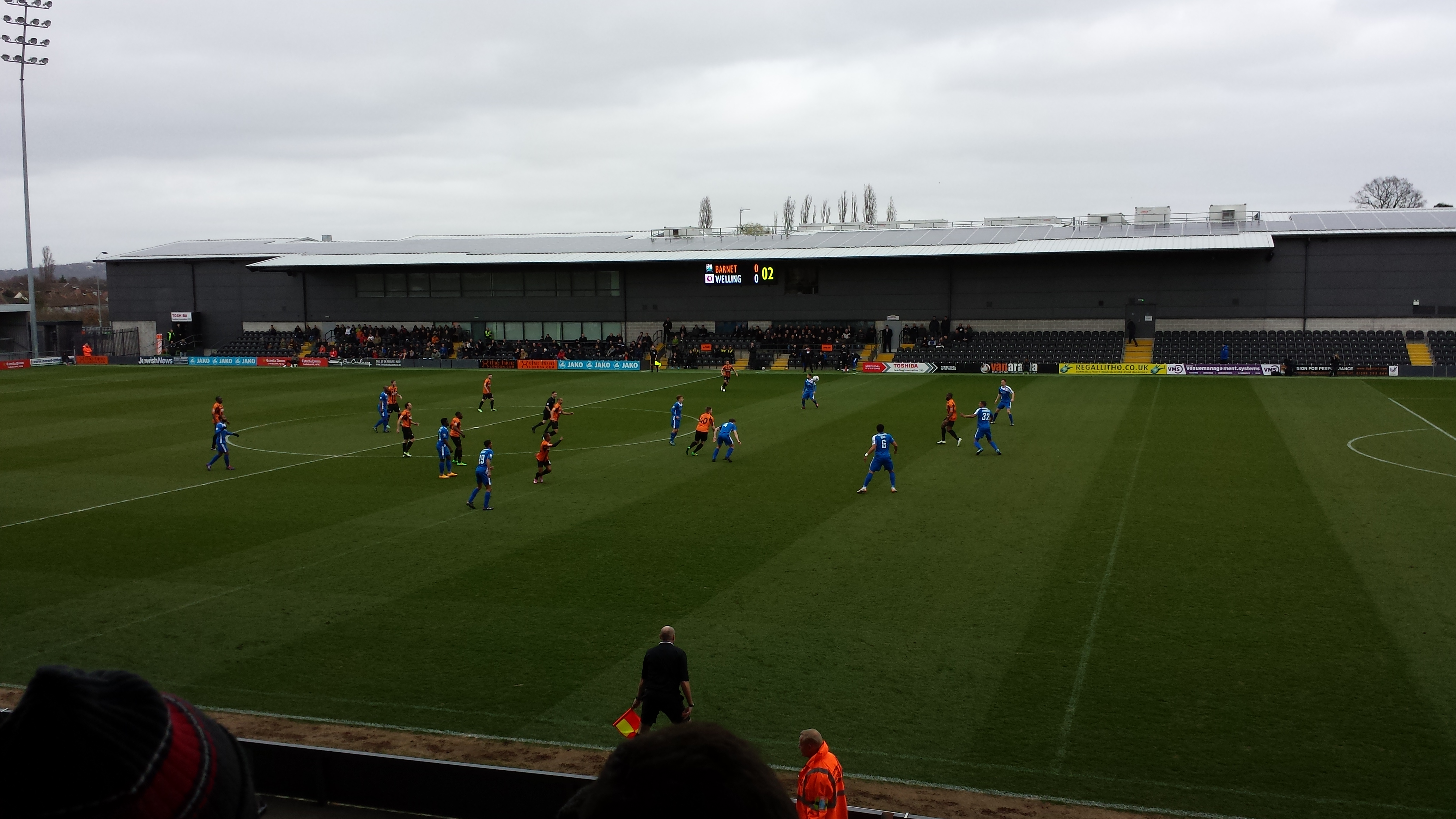
خلال المباراة
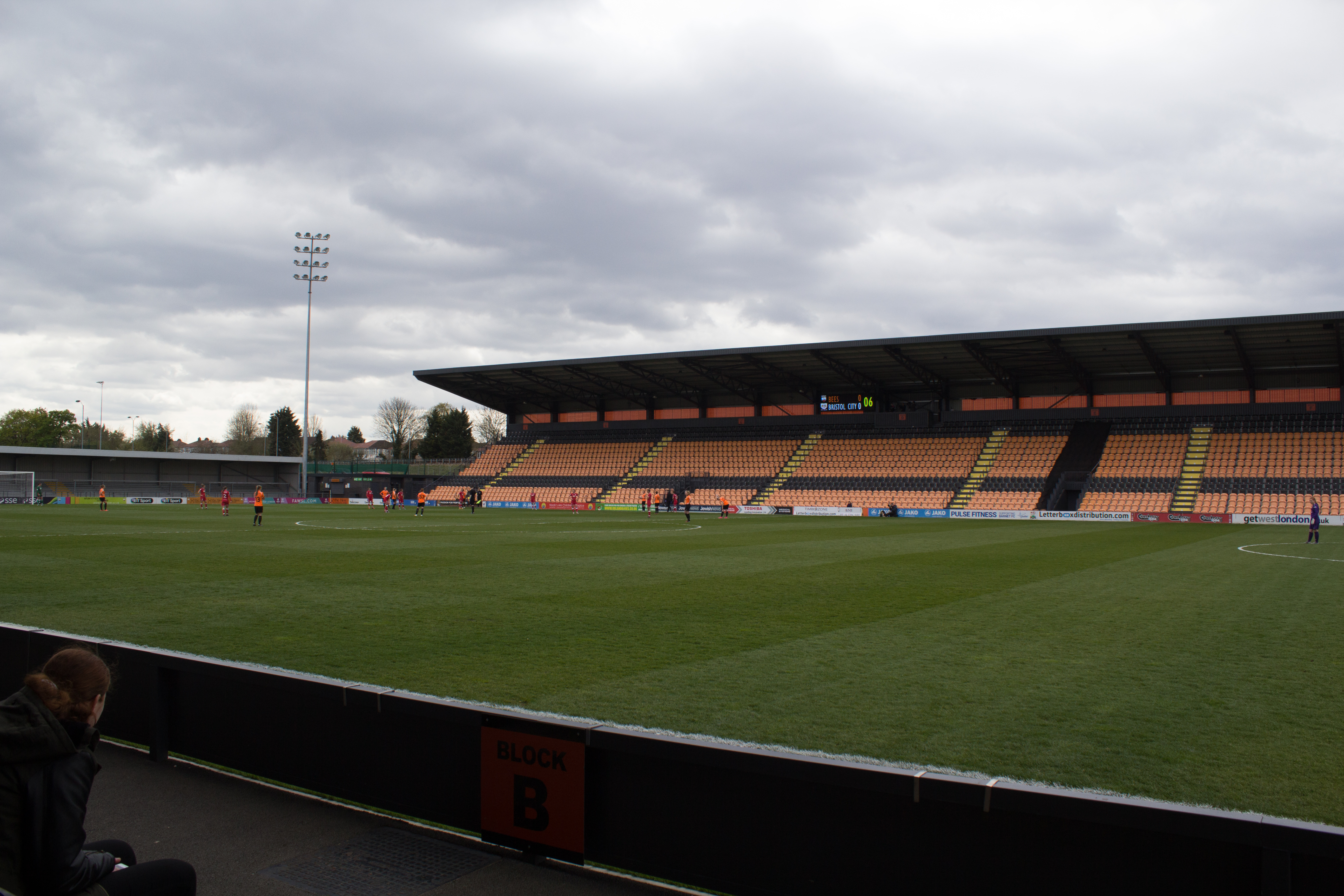
ملعب ذا هايف

## الروابط الخارجية
- ملعب ذا هايف www.footballgroundguide.com